# Lucy-sur-Cure
Lucy-sur-Cure település Franciaországban, Yonne megyében. Lakosainak száma 206 fő (2022. január 1.). Lucy-sur-Cure Arcy-sur-Cure, Bessy-sur-Cure, Joux-la-Ville és Vermenton községekkel határos.

## Népesség
A település népességének változása:
| Lakosok száma | 224  | 216  | 214  | 203  | 201  | 200  | 198  | 202  | 206  |
|               | 2013 | 2015 | 2016 | 2017 | 2018 | 2019 | 2020 | 2021 | 2022 |